# Architektura romańska w Anglii
Tradycyjnie, w Anglii przyjmowany jest nieco inny podział okresu romańskiego na style architektoniczne niż w pozostałych państwach Europy. Czas do bitwy pod Hastings 1066, związany z panowaniem anglo-saskim, zaliczany jest do okresu przedromańskiego, w którym duży wpływ na budownictwo wywierała architektura karolińska propagowana przez francuskich mistrzów. Lata panowania Normanów przypadają na okres rozkwitu sztuki romańskiej na kontynencie. Po 1189 (podawane są także daty: 1170 i 1180) rozpoczyna się nowy etap, nazywany też okresem staroangielskim (Early English), odpowiada końcowej fazie sztuki romańskiej i początkom gotyku.
Styl normandzki, chociaż występował także na Sycylii i w południowych Włoszech, najpełniej rozwinął się w Anglii. Cechują go monumentalne budowle o bogatej dekoracji geometrycznej umieszczanej na słupach, filarach, gzymsach i łękach. Najczęściej spotykane są trójnawowe bazyliki o wydłużonym korpusie i z fasadami flankowanymi dwiema wieżami. Nawy przecina wyraźnie zaznaczony transept (zdarza się stosowanie drugiej, węższej niż transept, nawy poprzecznej).  Na przedłużeniu nawy głównej budowano podłużne, prostokątne prezbiterium (kontynuacja czasów anglosaskich). Nad skrzyżowaniem nawy głównej z transeptem stawiano wysokie wieże na planie wieloboku. Nawy boczne od głównej oddzielają rzędy arkad wspartych na masywnych filarach o ozdobnie pofałdowanej dolnej części głowic. Często filary stawiane są na przemian z kolumnami. Powyżej naw bocznych budowano otwarte do wnętrza empory. W ścianach nawy głównej, powyżej zadaszenia naw bocznych, umieszczano rzędy okien. W początkowym okresie nawy przekrywano płaskimi stropami lub więźbami, później pojawiły się sklepienia krzyżowe nad nawami bocznymi.
Styl nowoangielski, często zaliczany do początkowego okresu gotyku, cechuje się zachowaniem romańskiej formy i gotyckiego, ostrego łuku w arkadach oraz stosowaniem sklepień krzyżowo-żebrowych (połowa XIII wieku).

## Zabytki
- budownictwo sakralne:

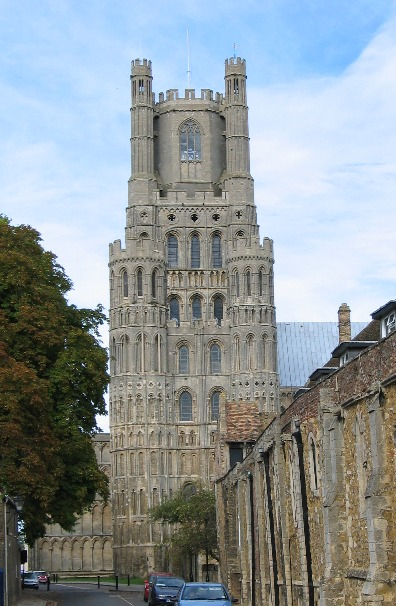
Katedra w Ely, wieża zachodnia

  - katedra w Canterbury (zachowały się z tego okresu jedynie fundamenty)
  - katedra w St Albans
  - katedra w Durham, zbudowana w latach 1093–1133. Trójnawowa, jako jedna z pierwszych została przykryta sklepieniem żebrowym.
  - katedra w Ely
  - katedra w Peterborough
  - katedra w Worcester (zachowała się krypta)
  - katedra w Norwich, budowana od 1096 do 1120 roku. Trójnawowa bazylika z nawą poprzeczną. Pierwotnie przykryta drewnianym stropem, w okresie gotyku zastąpionym sklepieniem gwiaździstym. Z okresu romańskiego zachowała się dolna część kościoła (arkady drugiej kondygnacji i okna są już gotyckie).
  - opactwo benedyktyńskie Westminster Abbey, przebudowane w okresie gotyku
  - opactwo cysterskie Fountains Abbey w Yorkshire
- budownictwo świeckie:
  - Przytułek dla starców w Winchesterze, zbudowany w 1136
  - Biała Wieża zamku Tower, zbudowana w latach 1077 – 1097 z kaplicą św. Jana (Sant John) ukończoną w 1080. Trójnawowa kaplica o długości 17,0 m z obejściem wokół absydy i empory. Nawa główna przekryta sklepieniem kolebkowym i krzyżowym nad nawami bocznymi. Nawy oddzielają od siebie arkady wsparte na masywnych kolumnach o lekko sfałdowanych głowicach.
  - cylindryczne donżony zamków Alnwick, Windsor, Berkeley, Carisbrooke, Pontefract, Durham oraz graniasty z zamku Kenilworth.